# Agencia de noticias
Una agencia de noticias o también conocida como agencia de información es una organización que recoge noticias de sus corresponsales en distintos lugares de su área de actividad y las transmiten inmediatamente a la central, donde, después de tratar la información, la envían, lo más rápido posible, a sus clientes (radios, diarios, revistas, televisoras o portales), conocidos en el argot periodístico como abonados. Estos pagan en función de los servicios recibidos, que pueden ser de muy distinta índole (noticias en formato texto, fotografías, videos o infografías), aunque habitualmente se paga mensualmente en forma de abono por los servicios pactados: información nacional, internacional, servicio gráfico.

## Historia
El origen de las agencias de información se remonta a la segunda mitad del siglo XIX por una serie de razones técnicas e históricas tan determinantes como la expansión del capitalismo, el auge de los estados-nación, el consumo creciente de prensa o la inclusión de las nuevas tecnologías en los campos comunicativos. También hay quien dice que el origen de las agencias de información está en la costumbre misma de las gacetas de copiarse las noticias entre sí como única posibilidad de información exterior. Las primeras agencias de información aparecieron en los países con intereses coloniales: Agence France-Presse en Francia, EFE en España, Reuters en el Reino Unido, Wolff, fundada por Bernhard Wolff en Alemania, ANSA en Italia, Associated Press en Estados Unidos.
La sociedad tenía una mayor necesidad de conocer cosas y demandaba cada día más información; se producían más noticias y con mayor rapidez en lugares cada vez más lejanos. Los medios de comunicación eran incapaces de cubrir tantos sucesos en lugares tan distantes por motivos económicos. No había periódico, televisión, radio o Internet, que dispusiera de los medios humanos y técnicos para estar presente en todos aquellos focos mundiales que producían información.
Por este motivo, resultaba necesaria la creación de entidades que recopilasen las noticias que ocurrían en su área más cercana. Gracias a ellas, cualquier ciudadano hoy día conoce casi al instante, a través de la radio, la televisión, la prensa o Internet, un hecho noticioso de cierta relevancia que acontece en algún lugar del planeta.
Al principio se trataba de empresas familiares con pocos empleados y una actividad limitada, las cuales elaboraban la información a partir de noticias traducidas de los periódicos extranjeros. Pronto, debido a la imposibilidad de cubrir toda la información existente, se delimitaron en dos grupos: las que trabajaban a nivel nacional, y las más interesadas en el mercado extranjero. Con el auge del capitalismo llegó a las agencias la producción de alta rentabilidad, con una estructura empresarial encaminada a obtener los máximos beneficios.
El desarrollo tecnológico (Internet, fax, satélites, teléfonos, fibra óptica y ordenadores) ha contribuido a que el volumen de información que circula diariamente adquiera cotas jamás alcanzadas. Esto se debe a la presencia de las agencias en los distintos puntos de interés informativo. Si no fuera así, muchos hechos noticiosos de primera magnitud podrían pasar desapercibidos.

## Principales agencias de noticias

### Agencia Anadolu
La Agencia Anadolu (en turco : Anadolu Ajansi, sigla AA) es la agencia de prensa del gobierno turco. Anadolu difunde actualmente sus noticias en 12 lenguas : turco, inglés, bosnio, ruso, francés, kurdo (tanto en escritura árabe como latina), persa, albanés, árabe, macedonio, indonesio y español
A menudo se describe como una máquina de propaganda para el gobierno turco, que crea historias positivas sobre Turquía y el Partido de la Justicia y el Desarrollo. La Agencia Anadolu, tiene una posición de línea dura sobre la guerra civil siria, usualmente demonizando a las Fuerzas Democráticas Sirias.
Su servicio en español fue lanzado en 2017, teniendo sus oficinas centrales en Bogotá, Colombia.

### Xinhua
Xinhua es la agencia de prensa oficial de la República Popular China, y el medio de comunicación más grande y más influyente en China. Xinhua es una institución de nivel ministerial subordinada al Consejo de Estado de la República Popular China. Su presidente es miembro del Comité Central del Partido Comunista de China.
La agencia opera más de 170 oficinas en todo el mundo, y mantiene 31 oficinas en China, una por cada provincia, además de una oficina militar. Xinhua es el único canal para la distribución de noticias importantes relacionadas con el Partido Comunista y el gobierno central chino.
Es considerado como el medio de comunicación más influyente en China, ya que casi todos los periódicos en China se basa en contenidos de Xinhua. El Diario del Pueblo, por ejemplo, utiliza materiales de Xinhua en una cuarta parte de sus historias. Xinhua es una agencia de noticias y editorial que posee más de 20 periódicos y una docena de revistas, y publica en ocho idiomas: chino mandarín, inglés, español, francés, ruso, portugués, árabe y japonés.

### Agencia EFE
La Agencia EFE es una agencia de noticias española y de carácter público. Fue fundada en 1939, aunque algunos la consideran la sucesora de la agencia FABRA (fundada en 1860 como corresponsalía de Havas en España). Es una sociedad mercantil estatal, cuyo único accionista es la Sociedad Estatal de Participaciones Industriales (SEPI), dependiente del Ministerio de Hacienda y Función Pública.
Es la cuarta agencia más importante del mundo con implantación internacional y la primera en lengua castellana. De hecho, entre España y América Latina surte información a más de 365 periódicos, más de 250 emisoras y unos 500 medios en línea. EFE tiene oficinas en 180 ciudades de 120 países y cuenta con una plantilla formada por 1000 periodistas y una amplia red de corresponsales y colaboradores.
Escribe en español, inglés, portugués, árabe, gallego y catalán. Cuenta con servicios regionales de noticias en cada una de las 17 comunidades autónomas, así como en las dos ciudades autónomas. Entre sus últimos productos destaca la Agenda Multimedia Mundial, una completa base de datos, sobre los eventos informativos programados en todo el mundo. EFE ha sido pionera en el impulso de la información especializada en medio ambiente y ciencia y cuenta con EFEverde y EFEfuturo, sus plataformas globales de periodismo científico y medioambiental.
Cada año otorga el Premio Internacional de periodismo Rey de España, con distintas modalidades.

### Agence France-Presse (AFP)
Agence France-Presse o AFP (en su origen, agencia Havas) es una agencia francesa fundada en París en 1835. Considerada como la más antigua de las agencias de información y con sede en Francia, fue creada por Charles-Louis Havas.
A los pocos años de su creación, fue lo suficientemente importante como para que el gobierno francés le autorizara a utilizar en exclusiva la transmisión de servicios por telégrafo. Tuvo un gran éxito con las informaciones financieras de la bolsa de Londres transmitidas por palomas mensajeras.
Más tarde, se consagró internacionalmente a las guerras del Segundo Imperio (Crimea —1854— e Italia —1859—), y se consolidó entre 1865-1879 al fusionarse con la Société Generale des Annonces y combinar la explotación de ambos servicios con los periódicos de provincias.
La historia de esta agencia está estrechamente ligada a la política nacional. En los años '40 estuvo controlada por la Alemania Nazi y se configuró con su estatus actual a partir de 1944, momento en que se bautizó como Agence France-Presse (AFP).
Paul-Julius Reuter, judío alemán que se llamaba Israel Beer Josaphat, fue empleado de esta agencia y el fundador, en el año 1851, de la agencia de información Reuters.
Los 2000 periodistas a su servicio trabajan en más de 165 países. AFP ha apostado fuertemente por la información en lengua hispánica y tiene un marcado talante multilingüista.

### Reuters
Reuters es la mayor agencia de noticias del mundo. Es una agencia privada británica fundada en 1851 por el alemán Julius Reuter, que decidió dedicarse a vender noticias a los periódicos. Originalmente se trataba de informaciones económicas de Europa, aunque después también pasó a ocuparse de la información generalista. Destaca por haber introducido el teletipo como medio para difundir sus informaciones. Actualmente, sus 2300 periodistas y fotógrafos envían despachos de prensa en varios idiomas, desde las 220 oficinas que Reuters tiene repartidas por todo el mundo. Esta agencia de noticias públicas, desde 1984, está especializada en información económica y financiera. En 2008 fue comprada por la canadiense Thomson Financial y pasó a llamarse Thomson Reuters.

### Associated Press (AP)

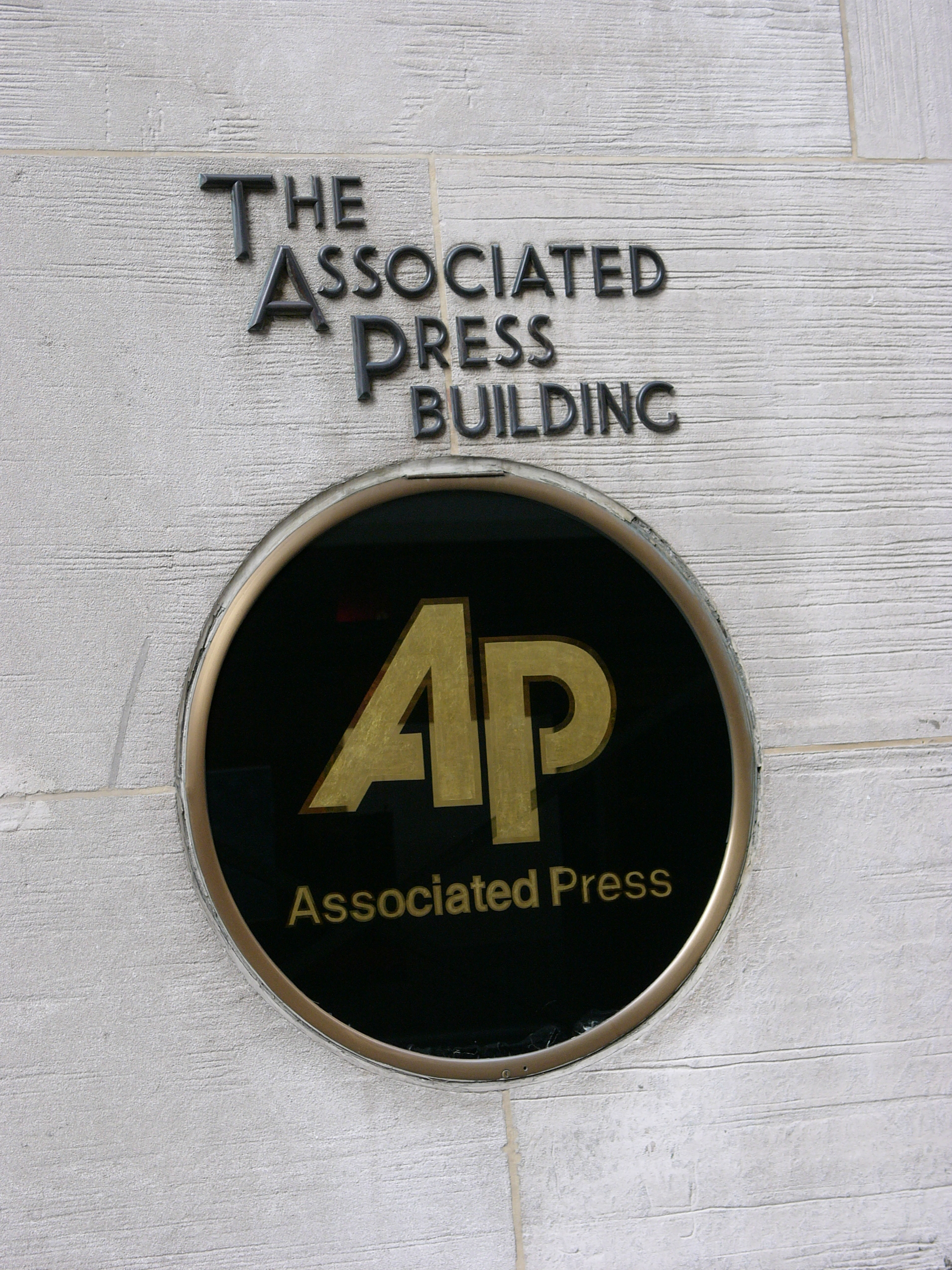
Edificio de la AP en Nueva York.

Associated Press es una agencia de noticias de Estados Unidos fundada en 1846. Es una cooperativa empresarial. La información que se genera en AP se distribuye entre más de mil millones de personas.
Los asociados tienen la posibilidad de acceder a cualquier información de AP en cualquiera de los soportes. Solo en EE. UU. cuenta entre sus abonados con 5000 emisoras de radio y TV, y cerca de 1700 periódicos. Cuenta, además, con 8500 abonados en todo el mundo, con más de 250 oficinas distribuidas por 121 países del mundo y con cerca de 10.000 empleados, transmite más de 1000 informaciones al día (20 millones de palabras).
Tiene 47 premios Pulitzer y 27 fotopulitzer. AP crece poco a poco, tanto es así que a principios del siglo XX ya tenía una red propia de corresponsales en toda Europa. Se instaló en los países más importantes, haciendo sombra a las agencias europeas. Actualmente AP no solo trabaja en inglés.

### Deutsche Presse-Agentur (DPA)
Deutsche Presse-Agentur (Agencia Alemana de Prensa) es la principal agencia de noticias de Alemania y una de las mayores a nivel mundial. Nació en 1949 tras el fin de la II Guerra Mundial y cuenta con alrededor de 1200 empleados en todo el mundo. Es una empresa cooperativa propiedad de los principales medios de comunicación alemanes, y produce servicios de noticias en alemán, inglés, español y árabe. Dispone de corresponsales y colaboradores en un centenar de países.

### Agenzia Nazionale Stampa Associata
La Agenzia Nazionale Stampa Associata (ANSA) es una agencia de noticias italiana fundada el 15 de enero de 1945. Es una cooperativa formada por 36 socios, editores de los principales diarios de ese país.
Actualmente, ANSA es una de las principales agencias de prensa del mundo y la mayor de Italia, ya que cuenta con 22 oficinas en Italia y otras 81 distribuidas en 74 países, que producen más de 2000 notas al día. Merced al acelerado desarrollo de las telecomunicaciones en los últimos años, ANSA ofrece hoy servicios informativos con audio y vídeo en Internet y a través de teléfonos móviles.
La sede central para el servicio latinoamericano (en español) se encuentra en Buenos Aires.

### Sputnik
Sputnik es un servicio internacional de noticias multimedia lanzado el 10 de noviembre de 2014, de propiedad de la agencia Rossiya Segodnya de la Federación de Rusia. Sputnik sustituye a la agencia de noticias RIA Novosti y a la radiodifusora La Voz de Rusia. Produce contenidos multimedia en 30 idiomas. Las noticias de Sputnik en árabe, chino mandarín, español e inglés están disponibles las 24 horas. Tiene redacciones regionales en El Cairo, Montevideo, Pekín y Washington.

### TASS
Agencia Rusa de noticias TASS es la agencia heredera de la TASS soviética. Surgió en la Rusia zarista en torno a 1904 porque el gobierno imperial quería un órgano de difusión similar al de las potencias occidentales. Tiene 74 oficinas dentro del país y presencia en 62 diferentes países.

### Prensa Latina
Su nombre legal es Agencia de Noticias Latinoamericana S.A. Es una Agencia de noticias de origen cubano fundada en 1959, poco después del triunfo de la revolución cubana. Su sede principal está en La Habana, y tiene además corresponsalías en cada una de las 15 provincias cubanas.
El servicio mundial de noticias de Prensa Latina cuenta con más de 400 despachos que transmiten cada día a sus receptores en los idiomas español, inglés, portugués, italiano, ruso y turco. Anualmente, convoca a una encuesta sobre los mejores deportistas del año.

### United Press International (UPI)
United Press International (UPI) es una agencia internacional de noticias con sede en Estados Unidos. Fue pionera en muchas áreas en la cobertura y distribución de noticias en todo el mundo. Fue fundada en 1907. Sus cables de noticias, fotos, películas y servicios de audio proporcionaron material a miles de periódicos, revistas y estaciones de radio y televisión durante la mayor parte del siglo XX. En su apogeo, tenía más de seis mil medios de comunicación suscritos. Desde el primero de los cambios empresariales y recortes de personal en 1981
, y la venta en 1999 de su lista de suscriptores a su rival, la Associated Press, UPI se ha concentrado en pequeños nichos de mercado de la información.

### Télam
Télam es una agencia de noticias nacional propiedad de la República Argentina, fundada el 14 de abril de 1945. Télam llegó a contar con 2800 abonados, entre los que se incluyen medios de prensa nacionales e internacionales y oficinas gubernamentales nacionales, provinciales y municipales, es una sociedad estatal, la mayor agencia de noticias de Latinoamérica y la segunda más importante en lengua castellana, aunque también tenía portales en portugués y en inglés.
En la actualidad tiene su servicio suspendido por decisión del gobierno de la Argentina, que aspira cerrarla por entender que no es necesaria una agencia pública de noticias.
Contaba con corresponsalías en todas las provincias argentinas y en varias capitales del mundo. Además de los clásicos servicios de cables, fotografías e infografías, ofrecía servicios audiovisuales, un suplemento literario, historietas, radio, producciones multimedia y un reporte que distribuía en formato de diario.

### Inter Press Service
Inter Press Service es una agencia mundial de noticias fundada en 1964, comprometida con el ejercicio de periodismo independiente y especializada en reportajes y análisis sobre procesos y acontecimientos económicos, políticos, sociales, artísticos y culturales. Concentra su cobertura en los acontecimientos de la globalización, con énfasis en la sociedad civil como fuente informativa.
IPS se organiza por regiones. La sede regional de América se ubica en Uruguay. En Cuba está desde el año 1979, y funciona con un esquema de autofinanciamiento y gestión propia de recursos. Por más de dos décadas ha ofrecido información amplia, independiente y sistemática, sobre temas cubanos, en el ámbito económico, político, social, cultural y artístico.
IPS-Cuba cuenta con productos y servicios informativos de alta aceptación y prestigio entre representaciones extranjeras y el cuerpo diplomático acreditado en Cuba, así como especialistas y personas de las más diversas esferas interesadas en conocer la realidad cubana:
	- Servicio informativo IPS-Noticias
	- Servicio de Columnistas IPS
- Publicaciones periódicas
- Resúmenes Económico y Políticos y Cronología Anuales
- Bases de Datos Multimedias.
- Paquetes informativos digitales a pedido
- Informes y dosieres informativos a pedido.

IPS-Cuba es también un proyecto de comunicación multimedia sobre la isla. Cuenta con un sitio web que ofrece una extensa variedad de productos y servicios informativos sobre la realidad cubana, con una sistemática actualización, en la dirección electrónica: www.cubaalamano.net

### Servimedia
Servimedia es la tercera agencia de noticias de alcance nacional en España y es la primera agencia de noticias especializada en ofrecer informaciones de carácter social, relacionadas con temas sobre políticas sociales e igualdad, ONG, discapacidades, tercera edad, educación, dependencia, mujer, infancia, mayores o tercera edad, inmigración, medio ambiente (medio ambiente natural), voluntariado, Responsabilidad Social Corporativa, y otros temas sociales.
Fue creada en 1988 y forma parte del Grupo Fundosa, división empresarial de la fundación española ONCE.

### Notimex
Notimex fue una agencia mexicana de noticias fundada en 1968 por el gobierno de México para responder a las necesidades de información de ese momento. Con cobertura en todo México y América Latina, fue la segunda agencia más importante de la región y la tercera en importancia mundial en idioma español. Desde febrero de 2020 se mantiene en huelga, en protesta por los cambios al contrato colectivo de trabajo propuestos por la directora general, Sanjuana Martínez.12

### AlterNet
AlterNet es un servicio de noticias activista y un proyecto de la organización no lucrativa Instituto de Medios Independientes. Lanzado en 1998, AlterNet afirma tener un público de más de 5,9 millones de visitantes al mes, aunque el servicio calificaciones web Quantcast estima que recibe 1,3 millones. AlterNet publica contenido original, así como periodismo de una amplia variedad de otras fuentes. AlterNet afirma que su misión es "inspirar a la acción ciudadana y la defensa en temas de medio ambiente, derechos humanos y libertades civiles, justicia social, medios de comunicación y problemas de atención de salud".

## Modelos de agencia nacional
- La Agencia Venezolana de Noticias, hasta junio de 2010 llamada Agencia Bolivariana de Noticias, es el servicio de información oficial del gobierno bolivariano de Venezuela, con cobertura regional y nacional, así como información en general sobre América Latina y el mundo. Dispone de servicios de multimedia y galería de imágenes. La Agencia Bolivariana de Noticias nace en abril de 2005 por iniciativa del Ministerio del Poder Popular para la Comunicación y la Información, como agencia informativa de la Revolución Bolivariana y en sustitución de la agencia estatal Venpres. El 21 de junio de 2010, la agencia fue rebautizada Agencia Venezolana de Noticias, ya que el nombre anterior es preservado para una futura agencia de noticias internacional. El formato de la página web de AVN se encuentra en castellano e inglés.
- Noticias V Región: Nace como una plataforma de comunicación, información y estudios digital de mayor cobertura en la región de Valparaíso, sin embargo desde inicios del 2018 empezó con un nuevo proyecto de convertirse en la primera agencia de noticias en la región de Valparaíso, tanto para medios nacionales, como internacionales, ofreciendo contenido de noticias visuales en tiempo real y de archivo a todos los medios, contando con despachos en vivo para redes sociales, radios, TV y periódicos.
- Noticias Argentinas (NA): Es la primera agencia de noticias privada de la Argentina, fundada el 1 de octubre de 1973. cuando un grupo de medios de todo el país planteó su creación ante la prohibición impuesta a las agencias internacionales de difundir información local dentro del territorio nacional.
- Diarios y Noticias (DyN): En la Argentina, un grupo de diarios nacionales y locales creó en 1982 la Agencia Diarios y Noticias (DyN). La citada es una agencia privada de carácter nacional con corresponsales de texto y fotografías en todo el país, y periodistas acreditados en los principales lugares donde suceden las noticias.
- ANDES,[3] medio público creado por el gobierno de Rafael Correa en 2009.
- Télam: Agencia de noticias oficial de la Argentina, fundada por Juan Domingo Perón (en ese entonces, secretario de Trabajo y Previsión y luego presidente de la nación). Es una entidad estatal autárquica que depende de la Secretaría de Medios de Comunicación, y cesó sus actividades el 4 de marzo de 2024 de manera forzada, tras la intervención por parte del gobierno de Javier Milei.
- Europa Press: Agencia de noticias privada española fundada en 1957 por un grupo de intelectuales, y vinculada a la prensa de Torcuato Luca de Tena y al Opus Dei. Además de servir como agencia distribuidora de noticias a medios de comunicación, Europa Press sirve información monotemática a distintos sectores específicos de España: salud, motor, economía, etc. Además, en su página web ofrece un servicio de noticias diario en las distintas lenguas peninsulares (euskera, catalán, gallego y asturiano).
- Colpisa: Agencia de información española fundada en 1972 que se dedica, principalmente, a surtir de artículos de opinión a sus periódicos asociados, entre los que figuran: La Voz de Galicia, El Diario Vasco, Heraldo de Aragón y Las Provincias.
- Agencia de Noticias Costarricense: La Agencia de Noticias Costarricense (ANC) brinda la cobertura de informaciones de todo el acontecer de Costa Rica. Cuenta con una sede en San José, la capital costarricense. Brindan servicios informativos a radios nacionales, sitios web y televisoras, así como a medios de otros países que requieran informaciones de lo que ocurre en el país centroamericano. La ANC realiza publicaciones de conferencias de prensa así como contenidos propios y tiene dos públicos objetivo que son los usuarios internos así como otras agencias internacionales de noticias.[4]
- Atlas News: Es una agencia de información audiovisual, perteneciente al grupo Mediaset España, y que fue constituida en 1998. En sus cinco primeros años, se convirtió en la principal proveedora de noticias de televisión para los medios locales. Atlas News se configura desde sus inicios como una agencia multimedia y multisoporte, cubriendo diariamente más de 100 informaciones en formatos profesionales. En la actualidad, es la agencia de noticias con mayores recursos de producción e implantación territorial en España: 20 delegaciones propias, más de 70 equipos de grabación, red exclusiva de fibra óptica, unidades móviles, y equipos de subida a satélite, que permiten la realización y retransmisión de todo tipo de eventos. Con la utilización de las últimas tecnologías, Atlas News ofrece a sus clientes contenidos informativos y de entretenimiento, así como la conceptualización y producción integral de formatos televisivos, diseñando y desarrollando productos que generen diferenciación y con un alto valor añadido.
- VNEWS: Agencia de Noticias y Comunicación Audiovisual, perteneciente al grupo Antena 3, operativa desde 2006. Ofrece toda la actualidad nacional y deportiva diaria en diversos formatos (Mpeg2, WMV, FLV), en ficheros descargables desde su web. Mantiene también el blog informativo Videonoticias, que suministra previsiones diarias y visionado en baja resolución de las noticias disponibles. Además de por la calidad y cantidad de sus contenidos, VNEWS destaca por sus servicios de Comunicación Audiovisual para empresas y entidades públicas y privadas; realizó el servicio de noticias de la Expo Zaragoza 2008; de la candidatura olímpica Madrid 2016, y actualmente produce y distribuye contenidos audiovisuales sobre la Sociedad de la Información tras ganar el concurso público convocado por red.es
- Servimedia: Agencia española de información que se dedica fundamentalmente a informar sobre temas de políticas sociales, ONG, discapacidades, tercera edad, etc.
- Balkan News: Agencia de información que se caracteriza por agrupar el interés informativo de muchos países balcánicos. Tras la caída del muro de Berlín y el desmembramiento del régimen comunista, los países de Europa del Este recuperaron su identidad y consideraron necesario crear una agencia que agrupase las pequeñas agencias nacionales en una más fuerte.
- LalínPress Agencia de prensa e imagen con sede en Madrid y delegaciones en Galicia y Barcelona.
- La Agència Catalana de Notícies (ACN) es una de las primeras agencias de noticias digitales creadas en Europa y que opera desde el año 1999. Es pionera en el uso de las tecnologías de la información, el teletrabajo, y la organización descentralizada aplicada a un entorno periodístico virtual. La empresa propietaria de la ACN y del portal www.acn.cat es Intracatalònia SA, sociedad de capital público de la Generalidad de Cataluña, con una participación minoritaria de la Corporació Catalana de Mitjans Audiovisuals (CCMA). La ACN utiliza una tecnología propia, potente y moderna, que permite ofrecer un servicio competitivo a sus abonados.
- Agència de Notícies Andorrana - agencia de información multimedia nacida el 28 de noviembre de 2008 con el objetivo de alimentar con contenido informativo multimedia a los profesionales de la comunicación y gabientes de prensa, así como a instituciones políticas y empresas privadas. La agencia ANA es una empresa privada 100 % andorrana participada por dos sociedades del Principado de Andorra: Som-hi, SL i SegarraTerés, SL.
- Press 25 Social Agency - agencia de prensa colaborativa, que a diferencia de las agencias tradicionales tiene un funcionamiento colaborativo, permitiendo a cualquier usuario profesional del mundo de la comunicación subir su contenido informativo y distribuirlo a los medios de comunicación. Funciona sin suscripciones para los consumidores de contenidos. Es 100 % privada y con sede en Madrid.